# Virgil Minelli
1. REDIRECTION Personnages_de_Mentalist#Virgil_Minelli